# إلسي إنغلس
كانت إلسي مود إنغلس (16 آب / أغسطس 1864 – 26 تشرين الثاني / نوفمبر 1917) طبيبة اسكتلندية مبتكرة، ومناصرة لحق المرأة في الاقتراع، ومؤسسة لمشافي النساء الاسكتلنديات.

## تعليمها وحياتها المبكرة
وُلدت إنغلس في بلدة نايني تال المرتفعة في الهند لأبويها هارييت ثومبسون وجون فوربز ديفيد إنغلس (1820 -1894)، وهو قاضٍ عمل في الخدمة المدنية الهندية كالمفوض الرئيسي لولاية عود من خلال شركة الهند الشرقية، وقد كانت إنغلس محظوظة بوالدين مستنيرين في ذاك الزمن، اعتبرا أن تعليم الابنة لا يقل أهمية عن تعليم الابن، إذ استغل والدها منصبه في الهند لتشجيع التنمية الاقتصادية المحلية، والمناداة ضد قتل الأطفال وتشجيع تعليم الإناث.
بعد تلقّي إنغلس التعليم الخاص في إدنبرة وباريس، تأجل قرارها بدراسة الطب بوفاة والدتها عام 1885، حينما شعرت أنها مضطرة للبقاء في إدنبرة مع والدها، وفي عام 1887، افتتحت الدكتورة صوفيا جيكس-بليك كلية إدنبرة الطبية للنساء، فبدأت إنغلس دراستها هناك، وكرد فعل على أساليب جيكس-بليك المتشددة، أسست إنغلس ووالدها كلية طبية أخرى للنساء في إدنبرة، نظمت تدريباً سريرياً لطالباتها تحت إشراف ويليام ماسيوين في مستشفى غلاسغو الملكي.
في عام 1892 حصلت إنغلس على تأهيل ثلاثي، لتصبح مرخصة من الكلية الملكية للأطباء في إدنبرة، والكلية الملكية للجراحين في ذات المدينة، وكلية الأطباء والجراحين في غلاسغو، وقد تفاجأت بمستوى الرعاية الطبية وشحّ التخصص في حاجات المرضى الإناث، وتمكنت بعد ذلك من الحصول على منصب في مشفى إليزابيث غاريت أندرسون الحديث للنساء في لندن، ومن ثم في الروتندا في دبلن، وهو مشتفى رائد للتوليد، وقد حصلت إنغلس على درجتي البكالوريوس في الطب والجراحة عام 1899 من جامعة إدنبرة، لتفتتح بعد ذلك دورات طبية للنساء.

## الممارسة الطبية
عادت إنغلس إلى إدنبرة عام 1894 حيث أسست تدريباً طبياً برفقة جيسي ماكلورين ماكريغور، والتي كانت طالبة وزميلة لها قبل ذلك، فافتتحت مستشفى للتوليد أسمته «المأوى» لرعاية النساء الفقيرات، إلى جانب مركز لتدريب القابلات، وقد زُوّد المأوى بغرفة عمليات وثمانية أسرّة، وكان طليعة لمشفى إلسي إنغلس التذكاري للتوليد.
كانت إلسي محبة للخير، فغالباً ما تنازلت عن رسومها المستحقة، واعتادت أن تدفع لتعافي مرضاها بالقرب من البحر، كما كانت مستشارة في مستشفى برنتسفيلد للنساء والأطفال، وبالرغم من الخلاف بينها وإدارة المستشفى، ضم المأوى جهوده لبرنتسفيلد عام 1910.

## حركة الاقتراع
أدى بإنغلس عدم رضاها عن مستوى الرعاية الطبية المتاحة للمرأة إلى انخراطها في النشاط السياسي من خلال حركة الاقتراع، فكانت أمينة جمعية إدنبرة الوطنية لحق المرأة في الاقتراع في تسعينيات القرن التاسع عشر أثناء دراستها لنيل شهادتها الطبية.
عملت إنغلس جنباً إلى جنب مع ميليسنت فوسيت، قائدة الاتحاد الوطني لجمعيات اقتراع المرأة، وبحلول عام 1906 كانت مكانة إلسي إنغلس لدى المجموعات الاسكتلندية بمثابة مكانة السيدة فوسيت للإنكليزية، عندما ضمّت المجموعات الأولى نفسها ذاك العام لتشكل اتحاداً، أصبحت إلسي أمينة سره، ولعبت دوراً في السنوات الأولى للاتحاد الإسكتلندي لجمعيات اقتراع المرأة، شاغلة منصب أمين سر فخري من 1906 وحتى 1914.
كانت المبادرة الأهم للاتحاد الاستكلندي هي المستشفيات النسائية الاستكلندية للخدمة الخارجية، إذ شعرت إنغلس أنه من الضروري أن يكون للمستشفيات اسم محايد «لجذب دعم كبير من الرجال والنساء»، وقد تمكنت من استخدام علاقاتها بحركة الاقتراع لجمع الأموال لصالح مستشفيات النساء الاسكلنديات.
افترضت إنغلس بداية أن بإمكان الصليب الأحمر الاستكلندي أن يساعد في التمويل، ولكن رئيسه، السير جورج بيستسون، رفض طلبها، مشيراً إلى أن الصليب الأحمر كان بأيدي مكتب الحرب، وأنه لن يمتلك «ما يقوله لمستشفى كادره من النساء.»
للمساعدة في تيسير أمور مستشفيات النساء الاسكلنديات، افتتحت إنغلس صندوقاً مالياً بمبلغ 100 جنيه استرليني من أموالها الخاصة، لتجني بحلول الشهر التالي أول مبلغ قيمته 1000 جنيه استرليني، وكانت تطمح للوصول لـ50000 جنيه استرليني.
مثلما تداخلت مهنتها الطبية مع انخارطها في حق الاقتراع، تداخل الأخير مع مساهمتها في الحرب.

## الحرب العالمية الأولى
على الرغم من إنجازات إنغلس البارزة مسبقاً، كانت جهودها خلال الحرب العالمية الأولى ما أكسبتها شهرتها، فقد لعبت دوراً مهماً في إنشاء لجنة مستشفيات النساء الاسكتلنديات للخدمة الخارجية، وهي منظمة موّلتها حركة اقتراع النساء بهدف واضح يتجلى في تأمين مستشفيات إغاثة بطاقم نسائي كامل لصالح الحلفاء في الحرب، وقد نشطت المنظمة في إرسال فرق إلى بلجيكا، وفرنسا، وصربيا وروسيا.
وعندما قاربت إنغلس الفيلق الطبي للجيش الملكي لتقدم له وحدة طبية جاهزة ومزودة بكادر نسائي مؤهل، أجابها مكتب الحرب بأن «تذهب إلى المنزل وتجلس بهدوء»، فكانت الحكومة الفرنسية عوضاً عن ذلك من تبنى عرضها، فأنشأت وحدتها في صربيا، وكان مقر المستشفى في دير رويومونت، وأدارته فرانسيس إيفنز من كانون الثاني 1915 وحتى آذار 1919، وكانت إنغلس قد قدمت بدايةً 100 سرير للمستشفى، ولكن العدد تنامى فيه لـ600 سرير بمجابهته المعارك، بما فيها معركة السوم.
انضمت إنغلس للفرق المرسلة إلى صربيا، حيث ساهم حضورها وجهدها لتحسين النظافة في تقليل الإصابة بالحمى التيفية والأوبئة الأخرى التي كانت تجتاح تلك المنطقة، بعد ذلك قٌبض عليها في عام 1915 ورُحّلت إلى موطنها، لتبدأ بمجرد وصولها تنظيم جمع تبرعات لفريق لمستشفى النساء الاسكتلنديات في روسيا، فترأست الفريق عندما توجّه لأوديسا في روسيا عام 1916، لكنها لم تصمد سوى سنة واحدة قبل أن تُجبَر على العودة للملكة المتحدة، مقاسيةً السرطان.

## مراتب الشرف
أصبحت إنغلس في نيسان / أبريل عام 1916 المرأة الأولى التي تُمنح وسام النسر الأبيض (المرتبة الأولى) من قبل ولي العهد الاسكندر الصربي في حفل تكريم أقيم في لندن، علماً أنها كانت قد كُرّمت بوسام القديس سافا (المرتبة الثالثة).

## وفاتها ودفنها
توفيت إنغلس في 26 تشرين الثاني / نوفمبر عام 1917، بعد يوم من وصولها لإنكلترا في فندق في نيوكاسل أبون تاين، ويُعرض جثمانها في كاتيدرائية غايلز في إدنبرة، وقد ارتاد جنازتها هناك في 29 تشرين الثاني / نوفمبر كل من الملوك البريطانيين والصربيين، وكتبت صحيفة ذا سكوتسمان أنها كانت مناسَبة لتكريم عام مثير للإعجاب، كما قال ونستون تشرتشل عن إنغلس وممرضاتها أنهن «سيلمعن في التاريخ».
أًقيمت مراسم تذكارية منفصلة في 30 تشرين الثاني / نوفمبر في لندن، في كنيسة القديسة مارغريت في ويستمنستر، وهي كنيسة أبرشية أنجليكانية تابعة لمجلس العموم في المملكة المتحدة، وقد دُفنت إنغلس في القسم الشمالي من مقبرة دين، في زاوية شمالي المسار المركزي، ويقبع والداها، جون فوربس ديفيد إنغلس (1820-1894) وهارييت لويس (1827 -1885) على بعد بضعة قبور في الشمال، ودُفن نسيبها السير هنري سيمسون بجوارها.

## عائلتها
كان جد إنغلس لأمها القس هنري سيمسون من غاريوش في أبردينشاير، وكانت نسيبةً للطبيب النسائي البارز السير هنري سيمسون، وتزوج نسيب آخر لها من زميلتها وطالبة الطب غريس كادل، التي كانت المرأة الاسكتلندية الأولى التي تحصل على إجازة في الطب.